# Ochrota arida
Ochrota arida är en fjärilsart som beskrevs av De Toulgoët 1955. Ochrota arida ingår i släktet Ochrota och familjen björnspinnare. Inga underarter finns listade i Catalogue of Life.